# Micro Venture Capital

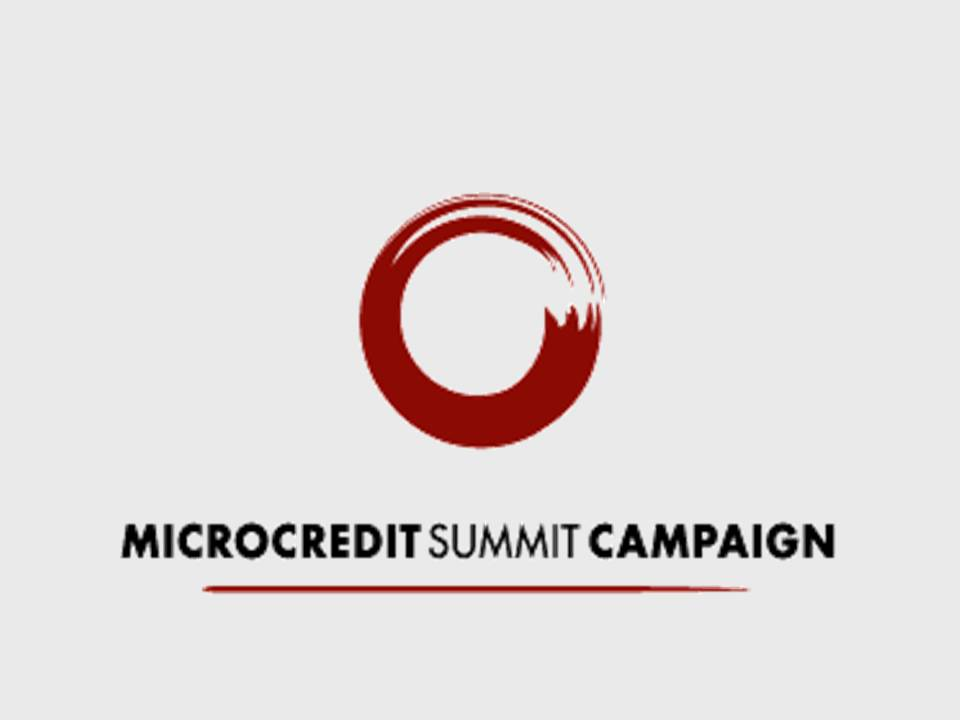
Micro Venture Capital

I Micro Venture Capital sono dei piccoli finanziamenti concessi a piccole imprese con delle idee originali su prodotti innovativi che in seguito potranno essere costruiti in piccole imprese costruite grazie a questi piccoli apporti. 
Il micro venture capital interviene quando il finanziamento richiesto è troppo piccolo o troppo rischioso per le tradizionali istituzioni finanziarie. Secondo alcuni studiosi l'ingegnosità di coloro che vogliono avere una propria piccola azienda può essere vista come una risorsa enorme per l'economia mondiale.
Questi finanziamenti sono sempre capitale di rischio.
Questi prestiti sono spesso gestiti da volontari sotto la supervisione di esperti del business e di esperti del settore.
Si può dire che il Micro Venture Capital unisce le idee di MicroFinance Cooperatives e Venture Capital Firms.
L'obbiettivo della cooperativa di microfinanza è difendere l'etica e il risparmio solidale sostenendo il settore non profit e le imprese sociali.

## Micro venture capital vs donazione
La donazione è contratto, con il quale un soggetto, che viene chiamato donante arricchisce un altro soggetto, chiamato donatario, a titolo gratuito (senza chiedere nulla in cambio). Il Micro Venture Capital è invece l'apporto da parte di finanziatori a delle imprese emergenti che non attirano le tradizionali istituzioni poiché troppo rischiose. 
Micro venture capital è una modalità di finanziamento di progetti che sono considerati troppo piccoli o troppo rischiosi per il tradizionale circuito del credito. Il micro venture capital unisce i benefici del microcredito con i benefici del venture capital.
Il Venture capital è l'apporto di capitale di rischio da parte di un investitore per finanziare l'avvio o la crescita di un'attività in settori ad elevato potenziale di sviluppo. Un venture capitalist è una persona che fa investimenti, queste ultime sono tenute ad avere competenze manageriali e tecniche. Un fondo di venture capital investe principalmente in capitale finanziario nelle imprese che sono troppo rischiose per i mercati dei capitali standard o dei prestiti bancari. Spesso lo stesso nome è dato ai fondi creati appositamente, mentre i soggetti che effettuano questi operazioni sono detti venture capitalist.

## Benefici del venture capital
Ottenere un capitale di rischio è sostanzialmente diverso da sollevare un debito o un prestito da un finanziatore. I creditori hanno il diritto legale di interessi su un prestito e il rimborso del capitale, a prescindere dal successo o il fallimento di un'azienda. Il capitale di rischio è investito in cambio di una quota di partecipazione nel business. In qualità di azionista, il ritorno del venture capitalist dipende dalla crescita e dalla redditività del business. Questo ritorno è generalmente guadagnato quando il venture capitalist " esce " vendendo le sue partecipazioni quando l'azienda viene venduta ad un altro proprietario.

## Storia
Questa iniziativa è stata promossa da un gruppo di esperti con esperienza specifica nel settore economico. Vengono promosse in regioni escluse dalle istituzioni più tradizionali come India e Indonesia.
Il micro venture capital nasce dalla venture capital, che è l'apporto di capitale di rischio per finanziare piccoli business.
L'espressione Micro Venture Capital nasce dalla fusione di Microfinanza e Venture Capital. Micro Venture Capital cerca di combinare le idee della Microfinanza e del Venture Capital offrendo un nuovo tipo di investimento nelle piccole società emergenti, mediante degli stagisti che non ricevono nessun compenso, seguiti da esperti nel business.
Mohammad Yunus ha vinto il Premio Nobel per la Pace e per la Microfinanza nel 2006. Grazie a lui 200 milioni di persone che hanno ricevuto un micro prestito. Questi finanziamenti hanno contribuito a sollevare un miliardo di persone dalla miseria.